# Lai fun
Los lai fun son una variedad de fideos chinos corta y gruesa. Es frecuente encontrarlos en Hong Kong y en cierta medida en barrios chinos del extranjero. Se hacen con harina de arroz y almidón de tapioca, en versiones cortas y largas. Tienen una apariencia muy parecida a la de los fideos aguja de plata y a menudo se cortan rectos en lugar de dejar un «cola» afilada.
Los vietnamitas llaman a estos fideos bánh canh.
- Datos: Q6473713
- Multimedia: Lai fun / Q6473713